# Мячино (озеро)
Мя́чино — небольшое озеро, расположенное в 1,5 км к югу от центра Великого Новгорода. Соединяется протоками с рекой Волхов. В период половодья глубина до 4 м. Берега пологие, заливные. При повышении уровня воды значительно разливается вплоть до полного слияния с Волховом. Питание родниковое и снеговое.
В 1170 году здесь был основан Благовещенский монастырь на Мячине озере «архиепископом боголюбивым Илием с братом Гаврилом» (согласно Новгородской Первой летописи).
На южном берегу озера расположены: музей деревянного зодчества «Витославлицы», церковь Благовещения в Аркажах, Юрьев монастырь. На северном берегу озера расположены: Воскресенская слобода с церквями Уверения Фомы на Мячине (первоначальная постройка XII века, перестроена в 1465 году) и Иоанна Милостивого (1421 год).
Озеро, как место отдыха, пользуется популярностью горожан, ввиду чего является предметом особого внимания новгородских экологов.